# Goran Simic
Pour les articles homonymes, voir Šimić.
Goran Simic (né à Belgrade le 14 octobre 1953, mort à Vienne le 24 novembre 2008) est un chanteur serbe, basse.
Il était membre de l'Opéra de Sarajevo (1978-84) et de l'Opéra national de Vienne (1984-2008), où il a chanté 55 rôles différents dans 1 095 représentations. Il est mort tragiquement le 28 novembre 2008 à l'âge de 55 ans à Vienne après une longue maladie. De nos jours, il n'est connu que parmi les grands passionnées de l'Opéra et en particulier dans le rôle de Samuel, Un ballo in maschera de Giuseppe Verdi avec Placido Domingo édité en DVD et dirigé par Georg Solti. Il a également chanté Jorg dans Stiffelio ainsi que de nombreux autres rôles Verdiens. C'était une basse profonde et noble avec un grand talent d'acteur et une grande présence, presque comparable à Ferruccio Furlanetto.